# Samuel Vestey, III barone Vestey
Samuel George Armstrong Vestey, III barone Vestey (19 marzo 1941 – 4 febbraio 2021), è stato un nobile e filantropo inglese.
Lord Vestey, insieme al cugino sir Edmund Vestey, è stato inserito nel Sunday Times Rich List 2013 con una fortuna stimata di £1.2 miliardi.

## Biografia
Era figlio del capitano William Howarth Vestey, e di sua moglie, Helen Pamela Fullerton Melba Armstrong. Era anche un pronipote della celebre cantante d'opera Nellie Melba. Studiò presso l'Eton College e al Royal Military Academy Sandhurst.

## Carriera
Servì come tenente nelle Scots Guards. Fu presidente della Vestey Group dal 1995 e del Meat Training Council (1991-1995).
Nel 1954, appena tredicenne, successe al titolo di famiglia dopo la morte del nonno. Fu cancelliere (1988–1991) e vice tenente del Gloucestershire nel 1982. Servì come Master of Horse dal 1999.

## Matrimoni
Sposò, l'11 settembre 1970, Kathryn Mary Eccles, figlia di John Eccles. Ebbero due figlie: Saffron Alexandra Veste (27 agosto 1971), che sposò Matthew Charles Idiens, e Flora Grace Vestey (22 settembre 1978), che sposò in prime nozze Laurence J. Kilby, e in seconde nozze James Hall.
Nel 1981 sposò Celia Elizabeth Knight, figlia del maggiore Hubert Guy Broughton Knight. Ebbero tre figli: William Guy Vestey (27 agosto 1983), che sposò Violet Gweneth Henderson; Arthur George Vestey (1985) e Mary Henrietta Vestey (1992).

## Ascendenza
|                                  |                                     |                      | Genitori         |  |  | Nonni |  |  | Bisnonni                        |  |  | Trisnonni     |  |
|                                  |                                     |                      |                  |  |  |       |  |  | William Vestey, I barone Vestey |  |  | Samuel Vestey |  |
|                                  |                                     |                      |                  |  |  |       |  |  | William Vestey, I barone Vestey |  |  | Samuel Vestey |  |
|                                  |                                     | Hannah Uttley        |                  |  |  |       |  |  | William Vestey, I barone Vestey |  |  |               |  |
| Samuel Vestey, II barone Vestey  |                                     |                      |                  |  |  |       |  |  | William Vestey, I barone Vestey |  |  |               |  |
|                                  |                                     | Sarah Ellis          | George Ellis     |  |  |       |  |  |                                 |  |  |               |  |
|                                  |                                     | Sarah Ellis          | George Ellis     |  |  |       |  |  |                                 |  |  |               |  |
|                                  |                                     | Sarah Ellis          | Alice Ellis      |  |  |       |  |  |                                 |  |  |               |  |
| William Vestey                   |                                     | Sarah Ellis          |                  |  |  |       |  |  |                                 |  |  |               |  |
|                                  |                                     | John Richard Howarth | …                |  |  |       |  |  |                                 |  |  |               |  |
|                                  |                                     | John Richard Howarth | …                |  |  |       |  |  |                                 |  |  |               |  |
|                                  |                                     | John Richard Howarth | …                |  |  |       |  |  |                                 |  |  |               |  |
| Frances Sarah Howarth            |                                     | John Richard Howarth |                  |  |  |       |  |  |                                 |  |  |               |  |
|                                  |                                     | …                    | …                |  |  |       |  |  |                                 |  |  |               |  |
|                                  |                                     | …                    | …                |  |  |       |  |  |                                 |  |  |               |  |
|                                  |                                     | …                    | …                |  |  |       |  |  |                                 |  |  |               |  |
| Samuel Vestey, III barone Vestey |                                     | …                    |                  |  |  |       |  |  |                                 |  |  |               |  |
|                                  | Charles Nesbitt Frederick Armstrong | Andrew Armstrong     |                  |  |  |       |  |  |                                 |  |  |               |  |
|                                  | Charles Nesbitt Frederick Armstrong | Andrew Armstrong     |                  |  |  |       |  |  |                                 |  |  |               |  |
|                                  | Charles Nesbitt Frederick Armstrong | Frances Fullerton    |                  |  |  |       |  |  |                                 |  |  |               |  |
| George Nesbitt Armstrong         | Charles Nesbitt Frederick Armstrong |                      |                  |  |  |       |  |  |                                 |  |  |               |  |
|                                  |                                     | Nellie Melba         | David Mitchell   |  |  |       |  |  |                                 |  |  |               |  |
|                                  |                                     | Nellie Melba         | David Mitchell   |  |  |       |  |  |                                 |  |  |               |  |
|                                  |                                     | Nellie Melba         | Isabella Ann Dow |  |  |       |  |  |                                 |  |  |               |  |
| Helen Armstrong                  |                                     | Nellie Melba         |                  |  |  |       |  |  |                                 |  |  |               |  |
|                                  |                                     | Michael Doyle        | …                |  |  |       |  |  |                                 |  |  |               |  |
|                                  |                                     | Michael Doyle        | …                |  |  |       |  |  |                                 |  |  |               |  |
|                                  |                                     | Michael Doyle        | …                |  |  |       |  |  |                                 |  |  |               |  |
| Evelyn Mary Doyle                |                                     | Michael Doyle        |                  |  |  |       |  |  |                                 |  |  |               |  |
|                                  |                                     | …                    | …                |  |  |       |  |  |                                 |  |  |               |  |
|                                  |                                     | …                    | …                |  |  |       |  |  |                                 |  |  |               |  |
|                                  |                                     | …                    | …                |  |  |       |  |  |                                 |  |  |               |  |
|                                  |                                     | …                    |                  |  |  |       |  |  |                                 |  |  |               |  |